# Chaetoceras striolata
Chaetoceras striolata is een vlinder uit de familie van de uraniavlinders (Uraniidae). De wetenschappelijke naam van de soort is voor het eerst geldig gepubliceerd in 1907 door Warren.